# 펄라이트 (흙)

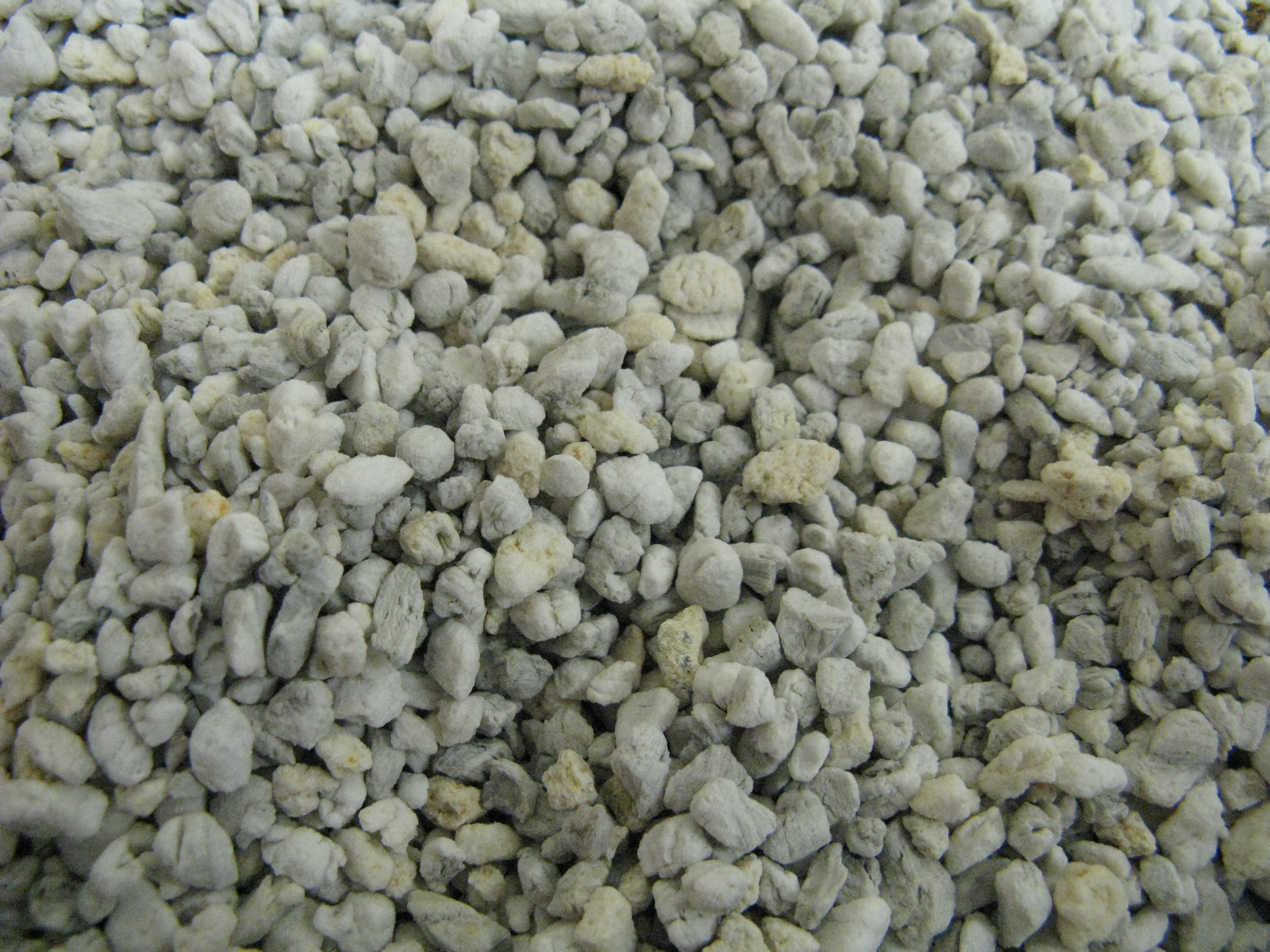

펄라이트(영어: perlite)는 화산 작용으로 생긴 진주암을 850~1200 °C로 가열, 팽창해 만든 인공 토양이다. 진주암을 순간적으로 고열로 가열하면 안에 있던 수분(2~6%)이 밖으로 나와 팽창하는 현상을 이용해 생산된다.

## 용도
펄라이트는 주로 식물 재배나 건축 자재로 사용된다. 펄라이트는 가열 시 소독이 되기 때문에 무균상태로 잡초종자나 해충이 없어 주로 식물 재배용으로 사용된다. 특히 수경재배(hydroponic culture)에 이용하면 좋고 번식과 파종상, 프러그묘 생산(Plug production), 이식, 실내조경 등에 많이 활용되고 있다.
2007년 펄라이트 사용 비율(미국):
| 비율 | 용도                    |
| ---- | ----------------------- |
| 60%  | 건축자재(조경)          |
| 14%  | 원예                    |
| 11%  | 충전재(充塡材)          |
| 7.5% | 여과보조제 (濾過補助劑) |
| 7.5% | 기타                    |

## 같이 보기
- 분갈이